# UnityScript
UnityScript foi uma linguagem de programação derivada da linguagem JavaScript, desenvolvida pela Unity Technologies para uso no seu motor gráfico Unity.

## Desenvolvimento
O UnityScript foi criado em 2005 junto com a primeira versão do Unity, ele era uma alternativa ao C# e Boo, Em 2017 com a chegada da Unity 2017.0 foi anunciado que o UnityScript iria ser descontinuado e removido das novas versões da Untiy, o projeto atualmente se encontra no GitHub. O UnityScript foi escrito na linguagem de programação Boo criada pelo programador brasileiro Rodrigo Barreto de Oliveira 

#### Exemplo 1[8]
```
#pragma strict

var myInt : int = 5;

function MyFunction (number : int) : int
{
    var ret = myInt * number;
    return ret;
}
```

#### Exemplo 2[9]
```
#pragma strict

private var myLight : Light;

function Start ()
{
    myLight = GetComponent(Light);
}

function Update ()
{
    if(Input.GetKeyUp(KeyCode.Space))
    {
        myLight.enabled = !myLight.enabled;
    }
}
```

Exemplo 3 [Uso do Import] 
```
import System;

var myByte : System.SByte;
 
function Start()
{
	myByte = -8 ;
	print(myByte.ToString());
}
```